# Balsjö
Balsjö is een plaats in de gemeente Bjurholm in het landschap Ångermanland en de provincie Västerbottens län in Zweden. De plaats heeft 84 inwoners (2005) en een oppervlakte van 35 hectare. De plaats ligt op circa 195 meter boven de zeespiegel vlak bij het meer Balsjö.